# L'affaire Marat/Sade
L'affaire Marat/Sade è il primo split EP su 7" dei Rivolta dell'Odio condiviso con i Cracked Hirn e prodotto nel 1982 dalla Attack Punk Records.

## Il disco
L'EP nasce nell'ambito della scena punk rock ed hardcore punk anconetana denominata "SubPunks" che aveva come luogo di ritrovo una sala prove in Via Rovereto e di cui i Rivolta dell'Odio ed i Cracked Hirn facevano parte. La scena si interfacciava con l'anarcho punk nazionale tramite la fanzine Punkaminazione, da cui nacquero i contatti con il cantante e produttore Jumpy Velena della Attack Punk Records.
L'EP uscì nel 1982 come terza pubblicazione del catalogo dell'etichetta. Venne pubblicato su vinile rosso con due differenti copertine, una con sfondo bianco ed una con sfondo verde. L'EP conteneva poi un libretto con testi di canzoni e considerazioni programmatiche e sociopolitiche.

## Tracce
Lato A - Rivolta dell'Odio
1. Una vita
2. Realtà
3. Ripetizione-Inganno
4. Casa rossa

Lato B - Cracked Hirn
1. Uomo e terra
2. Chi ha da perdere qualcosa

## Formazioni

### Rivolta dell'Odio
- Joy Erminal: Voce
- Oskar: Chitarra
- Agonia: Basso
- Mik Fuk: Batteria

### Cracked Hirn
- Oxx: Voce, Sintetizzatore
- Oskar: Chitarra
- Marasma Qut: Basso
- Leo Felix: Batteria